# Кастиљоне д'Орча
Кастиљоне д'Орча (итал. Castiglione d'Orcia) је насеље у Италији у округу Сијена, региону Тоскана.
Према процени из 2011. у насељу је живело 622 становника. Насеље се налази на надморској висини од 534 м.

## Становништво
| 1936. | 1951. | 1961. | 1971. | 1981. | 1991. | 2001. | 2011. |
| ----- | ----- | ----- | ----- | ----- | ----- | ----- | ----- |
| 5.166 | 5.244 | 4.650 | 3.573 | 3.158 | 2.840 | 2.508 | 2.453 |